# Josá del Cadí
Josá del Cadí (en catalán y oficialmente, Josa de Cadí) es una localidad española del municipio de Josá Tuixent, perteneciente a la provincia de Lérida, en la comunidad autónoma de Cataluña. Situado en la solana de la sierra del Cadí, forma parte de la comarca del Alto Urgel y se ubica dentro del parque natural del Cadí-Moixeró.

## Geografía
Se extiende en las laderas meridionales de la sierra del Cadí, donde encuentra la máxima altitud en el monte de la Canal Baridana (2.647 m) y el Cadinell (2.112 m). La cumbre del Cadinell se alza frente al pueblo.
Hay afloramientos diversos, yesos entre otros y las rocas en algunos lugares están sometidas a meteorización química.
La superficie incluida es de 31,67 km².
Por uno de los valles que enmarcan al pueblo discurre el río Josa que discurre hacia Tuixent.

## Topónimo
Algunos le otorgan un significado descriptivo: "ladera", "pendiente", propuesta, entre otros, por Meyer-Lübke y Coromines.
Existen otras hipótesis. Teniendo presente que el pueblo actual tiene su origen en la Edad Media, el topónimo puede proceder de la antigua palabra catalana “jusa”, que significa “arriba, superior” lo cual permite relacionarlo con su emplazamiento geográfico, un promontorio rocoso.

## Demografía
| Gráfica de evolución demográfica de Josá del Cadí entre 1842 y 1970 |
| |
| Población de derecho según los censos de población del INE Población de hecho según los censos de población del INEEn estos censos se denominaba Josá: 1842 Entre el censo de 1981 y el anterior, este municipio desaparece porque se agrupa en el municipio 25910 (Josá Tuixent) |

“Josa de Cadí estuvo al borde del despoblamiento en la década del 70. Sus habitantes fueron abandonando el pueblo paulatinamente, hasta que al final de un duro invierno dos mujeres solas, madre e hija, últimas residentes, decidieron marchar. Sin embargo, el pueblo se salvó del abandono. Casas de segunda residencia fueron renovándose poco a poco, algunos habitantes que se habían trasladado a ciudades vecinas volvían durante el verano y hasta en inviernos fueron habitadas por algunas personas. A día de hoy la población fija no supera los 15 habitantes y las casas de segunda residencia son las que prevalecen, con una población empadronada que asciende a 50 habitantes. La mayoría de las casas restauradas pertenecen a familias locales que emigraron hacia las zonas urbanas.”

La actual población puede calificarse como de neorrurales dedicados sobre todo a actividades del sector terciario de la economía, teniendo como complemento una mínima actividad de otros sectores. Entre las que hay de tipo turístico, como restaurante con apartamentos.

## Historia
Una de las primeras veces aparece escrito como “Iausa” o “Jausa” al ser mencionado en el acta de consagración de la catedral de Urgel.
En el año 1107 se cita este pueblo en un convenio entre Ermengol Josbert que era hermano del conde Guillem de Cerdanya y Galcerán de Pinós y su hijo Galceran. Acordaban que el primero daba a los segundos la potestad de los castillos de Josá, de Ossera y de San Román, que tenía el conde Guillem, su hermano. Por tanto pasó a formar parte de la baronía de Pinós, posesión de este linaje hasta el siglo XVIII. Luego pasó a los duques de Alba de Tormes hasta la extinción del régimen feudal. Los barones de Pinós, señores de Josa de Cadí, tenían como vasallo al linaje de los Josa, linaje documentado desde mediados del siglo XIII.
Un personaje notable fue Guillem Ramon de Josa. Por tanto de este geotopónimo parece que ha surgido el apellido “Josa”.
Hasta la reforma de la nomenclatura municipal de 1916 el municipio se llamaba simplemente Josa. En dicha fecha su nombre fue modificado por el de Josa del Cadí.
El municipio de Josa del Cadí desapareció en 1972 al fusionarse con Tuixent formando el ayuntamiento de Josá Tuixent. Dentro del cual constituye la entidad descentralizada de Josá del Cadí.
Dentro de las variantes idiomáticas algunos autores diferenciaron el idioma que se hablaba en Josá del Cadí a mediados del siglo XX en un subdialecto del catalán con tendencia al yeismo.
Existe en la provincia de Teruel otra población llamada Josa. El entorno de Josa tiene algunas similitudes con Josá del Cadí; entre otras, barrancos profundos, estar situado el pueblo en una ladera, dedicación del sistema económico desaparecido centrado también en la ganadería. En la Edad Media, en la repoblación, era muy frecuente que los pobladores de un lugar pusieran al nuevo pueblo el mismo nombre del que procedían o bien los que ocupaban las nuevas tierras buscaban pobladores que vivieran en lugares similares para su mejor adaptación socioeconómica.

## Lugares de interés

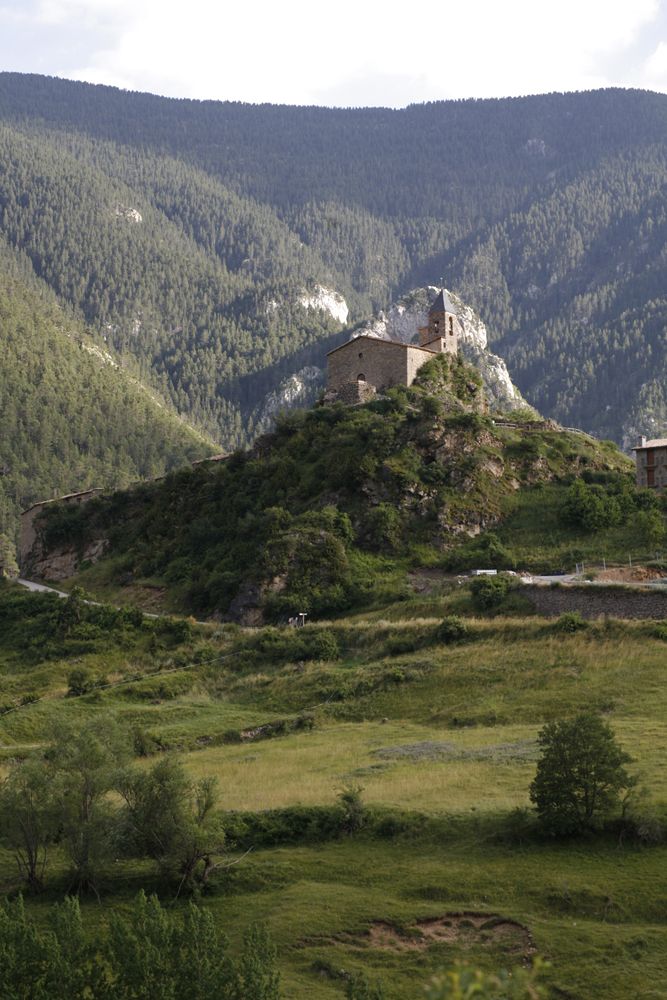

El pueblo como tal es un lugar de interés; es pequeño y muy acogedor, aislado de los pueblos vecinos. 
El lugar donde se enclava es llamativo; la punta de un pequeño pico aislado, rodeado de 2 valles que a su vez están rodeados por montañas más elevadas.
El urbanismo conserva el trazado medievalizante. Como obras de arquitectura hay 2 templos. 
- La iglesia encastillada de Santa María y San Bernabé.[20] Su ubicación llama la atención por estar en la cumbre donde se asienta el pueblo. El pueblo está debajo de la iglesia y muy pegado a ella. Tal iglesia es una iglesia-fortaleza medieval, luego restaurada y modificada. Es evidente que su base era un castillo; castillo que luego fue sustituido por la iglesia, ambos de fábrica medieval. En el pueblo se la denominaba el “Castell”. Es un edificio rectangular, de una nave central y pequeñas capillas laterales.[21]

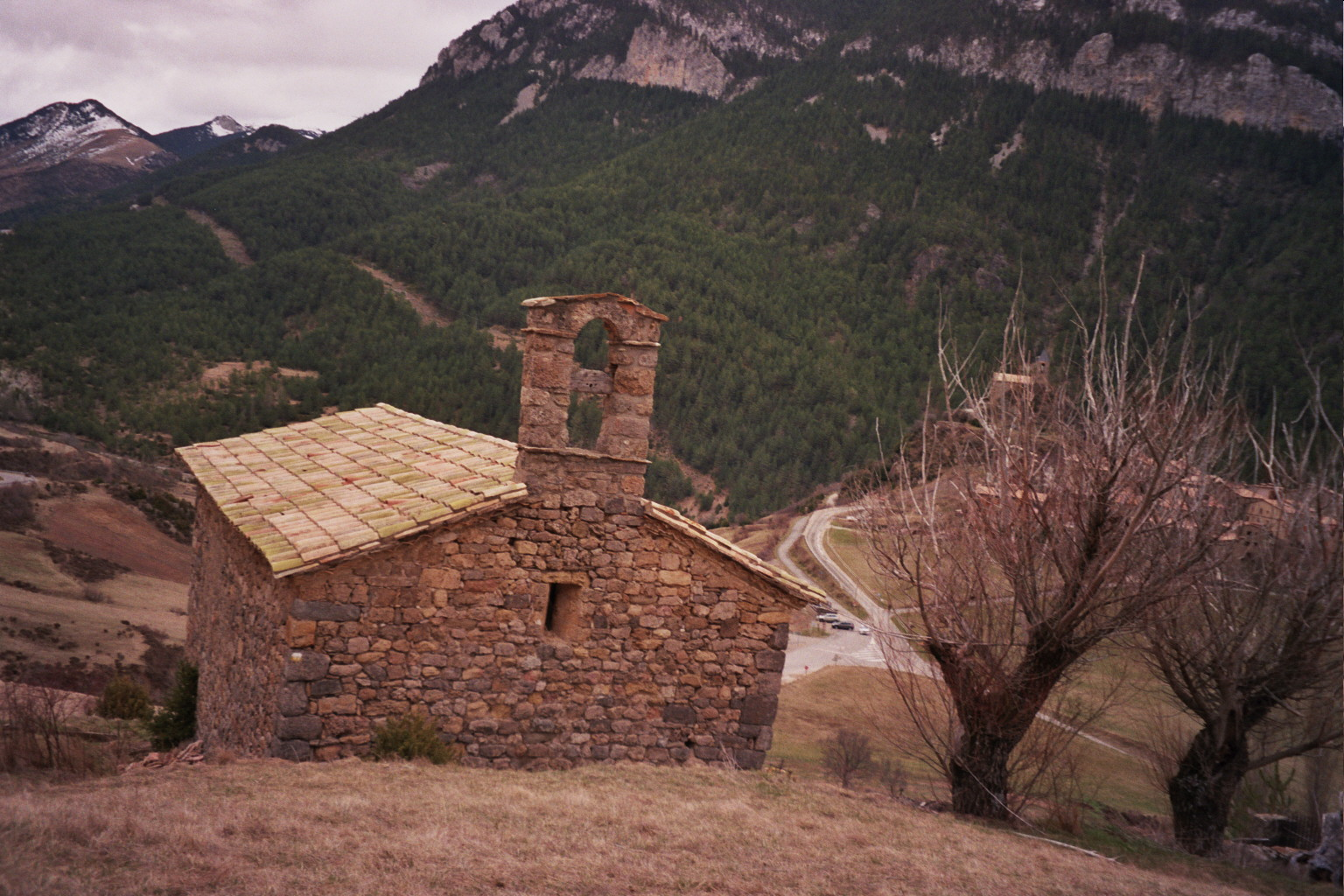
Iglesia de Santa María

- Iglesia de Santa María. De estilo románica que pone hasta la fecha que se construyó o se reformó: 1240. Está situada en las afueras del pueblo; es de una sola nave con cubierta semicircular. El ábside es semicircular. Tiene una puerta de madera con rejería que cuadra muy bien con el resto de la iglesia. Es aquí donde el pueblo celebra su fiesta mayor el 1.er domingo de septiembre.

Una ruta de senderismo actual se llama “El Camí dels Bons Homes-La Ruta de los Cátaros, GR-107” ruta que se supone siguieron los cátaros en su retirada. Ramón de Josa se había unido al catarismo.

## Fiestas
La fiesta de siempre se celebra durante la primera semana de septiembre.
En un acto de redefinición cultural, desde el mes de agosto de 1997 y sobre todo a partir de 2001 se celebra una fiesta por el pasado cátaro. “La primera Festa dels Càtars fue celebrada en 1997 a espaldas de la población local, como lo recuerdan algunos habitantes.” Es una típica nueva fiesta teatralizada a la que acuden forasteros y entendible como un intento de integrar/aprovechar este pueblo para corrientes actuales muy concretas.

## Vías de comunicación en superficie
Desde Tuixent había una pista de montaña, que continuaba hasta Gósol; en la actualidad está asfaltada. Tal carretera es la C-563. Tuixent por el suroeste y Gósol por el noreste.

## Variedades
Resaltando el panorama estético se rodaron en Josá del Cadí los exteriores de la película Pau y su hermano ('Pau i el seu germà'). Coproducción hispano-francesa del año 2001.